# Nemzeti Bajnokság I 1911-1912
L'edizione 1911-12 del Nemzeti Bajnokság I vide la vittoria finale del Ferencvárosi TC, che conquista il suo settimo titolo, il quarto consecutivo.
Capocannoniere del torneo fu Imre Schlosser del Ferencvárosi TC con 34 reti.
Il campionato era costituito da un girone per le squadre di Budapest, più altri campionati regionali. Questi si sarebbero sfidati tra di loro, e la vincente avrebbe sfidato la vincente di Budapest per il titolo nazionale. Il Tatabánya fu la squadra che avrebbe dovuto sfidare il Ferencvárosi TC per il titolo nazionale, ma la partita non venne disputata.

## Classifica (Budapest)
|    | Classifica          | G  | V  | N | P  | GF | GS | Dif | Pt |
| -- | ------------------- | -- | -- | - | -- | -- | -- | --- | -- |
| 1  | Ferencvárosi TC (C) | 18 | 14 | 2 | 2  | 74 | 17 | +57 | 30 |
| 2  | MTK                 | 18 | 9  | 4 | 5  | 38 | 22 | +16 | 22 |
| 3  | BAK                 | 18 | 8  | 4 | 6  | 36 | 36 | 0   | 20 |
| 4  | MAC                 | 18 | 8  | 3 | 7  | 37 | 39 | -2  | 19 |
| 5  | Terézvárosi TC      | 18 | 7  | 3 | 8  | 24 | 43 | -19 | 17 |
| 6  | Bp. Törekvés SE     | 18 | 7  | 2 | 9  | 25 | 25 | 0   | 16 |
| 7  | Nemzeti SC          | 18 | 7  | 2 | 9  | 26 | 39 | -13 | 16 |
| 8  | Budapesti TC        | 18 | 6  | 3 | 9  | 29 | 30 | -1  | 15 |
| 9  | 33 FC               | 18 | 5  | 3 | 10 | 16 | 34 | -18 | 13 |
| 10 | III. Kerületi TVE   | 18 | 5  | 2 | 11 | 25 | 45 | -20 | 12 |

- (C) Campione nella stagione precedente

### Verdetti
- Ferencvárosi TC campione d'Ungheria 1911-12.
- III. Kerületi TVE retrocesso in Nemzeti Bajnokság II.